# Otton II (empereur du Saint-Empire)
Otton II du Saint-Empire, dit le Roux, est né vers la fin de l’année 955 et mort le 7 décembre 983, à Rome. Il est le fils d’Otton Ier du Saint-Empire et de sa deuxième épouse, la princesse Adélaïde de Bourgogne.
Otton, empereur du Saint-Empire romain germanique, va passer son règne à imiter la politique de son père. Alors que le Reich, premier du nom occupe déjà toutes les actuelles Allemagne, Nord-Est de la France, Bohème (Rép. Tchèque), Suisse, Autriche, Pays-Bas et Belgique, il souhaite renforcer l’Empire et l’agrandir en Italie. Otton II n'a pas les mêmes qualités militaires que son père, mais il parvient à maintenir l'unité de l'empire qui se développe culturellement et commercialement. Ses incursions en France et dans le sud de l'Italie sont des échecs. Il meurt à 28 ans en 983. Ses contemporains ont célébré son savoir et sa piété. S'il n'a pas égalé Otton Ier du Saint-Empire par le talent, du moins s'est-il efforcé de gouverner l'empire conformément à ses idées.
Néanmoins du fait de la bataille du cap Colonne, les marches situées entre l’Elbe et l’Oder sont envahies et la germanisation marque un temps d’arrêt et ne reprend qu’au XIIe siècle.

## Biographie

### Sa jeunesse
Son père, Otton Ier, impressionné par les connaissances de Gerbert d'Aurillac qui lui a été présenté par le comte Borell II, lui confie l'éducation de son fils Otton. Celui-ci reçoit aussi des enseignements de son oncle Brunon, archevêque de Cologne, et de son demi-frère illégitime, Guillaume, archevêque de Mayence.
Élu roi par la diète de Worms, il est associé au trône et reçoit la couronne de Germanie le 26 mai 961 en la cathédrale d'Aix-la-Chapelle. Élu roi d'Italie vers la fin de 962, il est couronné empereur associé du Saint-Empire romain germanique à Rome par le pape Jean XIII, le 25 décembre 967. Le 26 mai 973 à Aix-la-Chapelle, il est couronné roi de Germanie, et succède à son père, décédé le 7 mai.
Sa mère, Adélaïde de Bourgogne, prend en main les rênes de l'empire, que sa jeunesse et son inexpérience ne lui permettent guère de manier heureusement dans les circonstances critiques où il se trouve.

### Une querelle de famille
Mais bientôt, il se lasse de la dépendance où sa mère le tient, et l'oblige à abandonner la cour d'Allemagne. Adélaïde de Bourgogne est une princesse éclairée et pieuse, que ses vertus placeront dans la liste des saints. Elle gouvernait avec autant de sagesse que de bonheur. Cependant à peine Otton est-il parvenu à l'âge de régir par lui-même, que de lâches calomniateurs[réf. nécessaire] l'irritent contre la mère, qu'ils lui représentent comme une femme ambitieuse, et qui, jalouse de conserver l'autorité, ne cherche qu'à le retenir dans une perpétuelle tutelle.

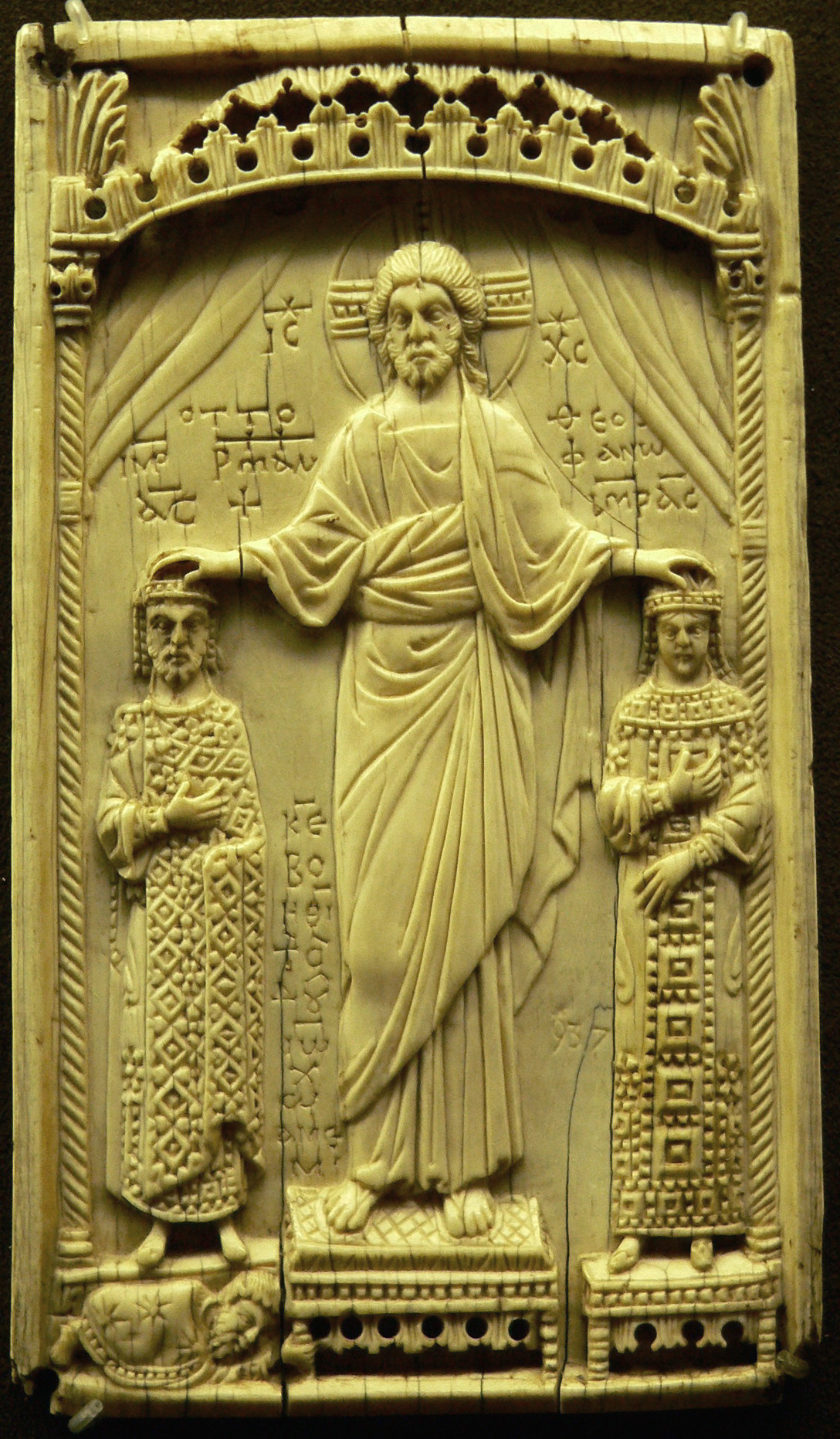
Couronnement d' et de Théophano en 972.

Adélaïde, plus touchée de voir son fils prêter l'oreille à ces dénonciations, qu'affligée de perdre un pouvoir qu'elle n'avait jamais ambitionné[réf. nécessaire], se retire en Bourgogne, auprès du roi Conrad III de Bourgogne, son frère. Mais, elle est à peine arrivée, qu'Otton reconnaissant la perfidie des conseils qu'on lui avait donnés, écrit à sa mère, lui témoigne son repentir, et la conjure si instamment de revenir à la cour. Elle consent à s'y rendre. L'empereur se jette à ses pieds, répand des larmes : leur réconciliation est sincère, et ils resteront toujours invariablement unis. Il est vrai qu’à peine Adélaïde de Bourgogne disparue, la guerre civile s'était allumée.
C’est dans sa propre famille qu'Otton rencontre des problèmes. Il se heurte d’abord à Henri II le Querelleur, duc de Bavière, son cousin, qu’il va mettre cinq ans à faire entrer dans le rang. Le Querelleur espère ajouter la Souabe à la Bavière, lors de la mort de son beau-frère Bouchard III de Souabe. Mais, Otton empêche cette union, afin d'empêcher un accroissement de la Bavière qui, augmentée de la Souabe, risquerait de dominer toute l'Allemagne du sud.
Depuis longtemps, les ducs de Bavière jouissent, dans leur domaine, d'une grande puissance politique, par le fait, entre autres, qu'ils disposent des évêchés du sud de l'Allemagne en faveur des membres de leur famille. En fait, la Bavière impose sa suzeraineté à une grande partie de l'Autriche actuelle et au sud jusqu'à la mer Adriatique et au lac de Garde. Allié à Boleslav II de Bohême, à Mieszko Ier de Pologne, aux Danois et des minorités slaves, Henri II le Querelleur, se soulève donc contre son impérial cousin, mais il est vaincu.
En janvier 974, Otton reprend la forteresse de Boussoit à Lambert Ier de Louvain et Régnier IV de Mons qui avaient envahi le comté de Hainaut. Peu après il mène une expédition contre le roi Harald Dent bleue de Danemark. Il les oblige à demander la paix.

### Démembrement de la Bavière
Otton II a d'excellentes qualités. Il est juste, mais dur : protecteur des bons citoyens et des sujets fidèles, mais impitoyable envers les rebelles. Henri II le Querelleur perd son duché en 976, est emprisonné, puis exilé. Otton met fin à la situation privilégiée de la Bavière. Il en sépare la Marche de l'Est, l'Ostarrichi, qu'il donne à Léopold Ier de Babenberg. C’est là l'origine du règne de la Maison de Babenberg, en Autriche.

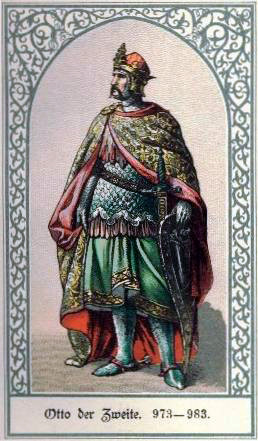
.

Dans le sud de l’empire, l'empereur institue en 976 le nouveau duché de Carinthie qui comprend les anciennes marches de Carniole, de Vérone et d'Istrie. À la même époque, l'évêché de Prague est établi et placé sous la dépendance de l'archevêché de Mayence, alors que, jusque-là, la Bohême relevait de l'évêché de Ratisbonne. Ainsi la Bavière perd également toute autorité religieuse sur la Bohême.
Mais en revanche, les ducs Boleslav II de Bohême, en Bohême, et Mieszko Ier de Pologne, en Pologne reprennent toute leur indépendance. Il est vrai que son expédition contre les Bohémiens en 975 avait été un échec partiel. En 977, l’empereur organise une autre expédition en Bohême, où le duc Boleslav II de Bohême prête allégeance. En 979, Mieszko Ier de Pologne repousse une expédition militaire du Saint-Empire et de la Lusace contre la Pologne. Un traité de paix met fin à la guerre et Mieszko épouse Oda, la fille de Dietrich d’Haldensleben, le margrave de la marche du Nord.

### La Lotharingie

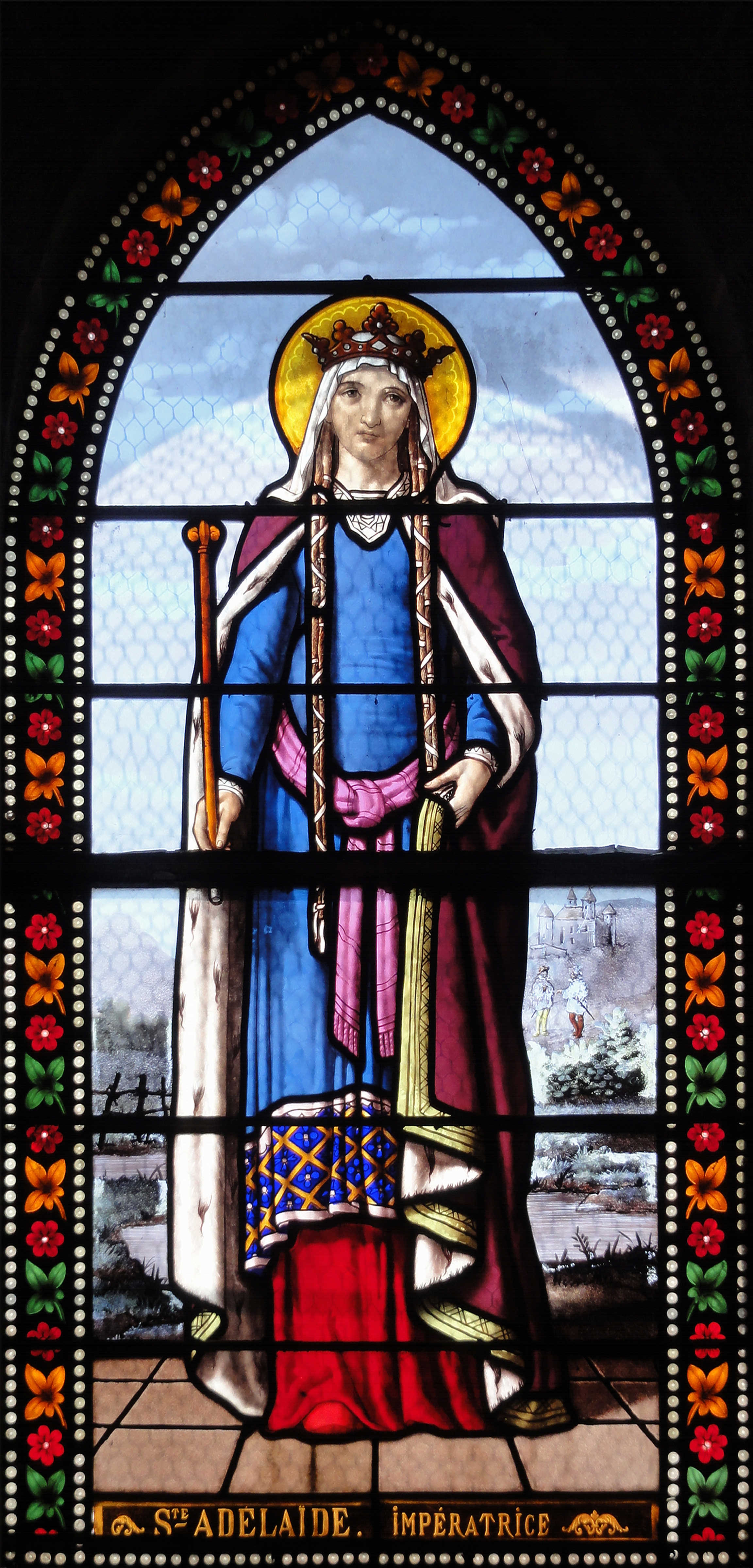
Adélaïde de Bourgogne, sa mère.

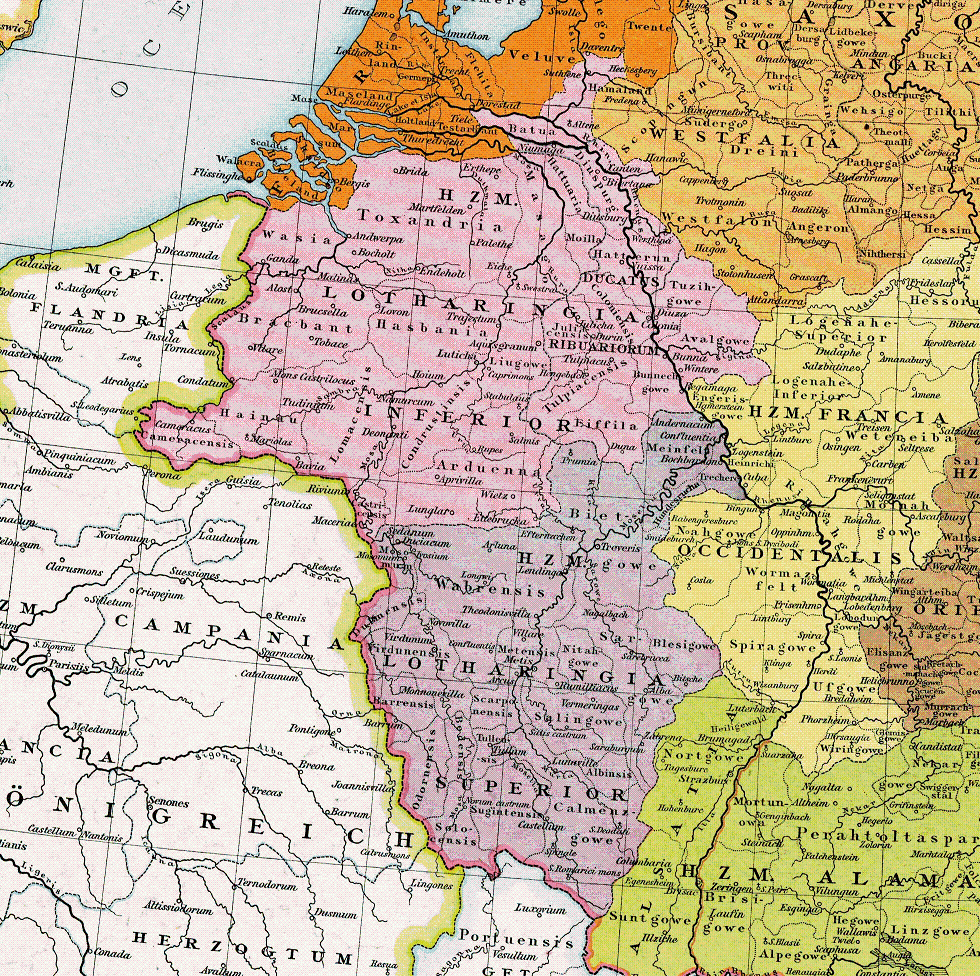
Basse-Lotharingie Lotharingia Inferior et Haute-Lotharingie Lotharingia superior vers l'an 1000.

En 973, l'influence germanique exercée en Gaule par Otton Ier du Saint-Empire, oncle de Lothaire et de Hugues Capet et dont il avait confié la tutelle à la mort de leurs pères respectifs à son frère Brunon jusqu'à leur majorité, cesse brutalement. La puissance redoutée de l'empereur qui avait garanti Lothaire des entreprises de ses vassaux, cesse entièrement avec la mort de cet empereur. Son fils Otton II ayant exclu de leur héritage paternel les comtes de Mons, Régnier IV et Lambert Ier, Lothaire envoie en 976 son frère Charles, auquel la pauvreté de la maison royale n'avait pas permis qu'on lui assignât un domaine, rejoindre avec une armée celle que Hugues Capet et Otton de Vermandois avaient fait marcher au secours des comtes. Une grande bataille, qui reste indécise, est livrée devant Mons en 976.
En 977, Otton II accueille son cousin germain, Charles, qui vient d'être exilé par son frère Lothaire, roi de Francie occidentale, pour avoir accusé la reine Emma d'Italie d'infidélité avec l'évêque de Laon Adalbéron. Charles rend alors hommage à l'empereur, qui, tout en lui promettant de le couronner dès que Lothaire serait écarté du trône, lui donne le duché de Basse-Lotharingie resté vacant depuis la mort Godefroy de Metz en 964.
La nomination de Charles à la tête du duché, devenu fief mouvant de l'Empire, provoque des troubles qui éclatent au cours de l'été 978. Cet expédient ne satisfait pas non plus le roi Lothaire qui espère tirer parti d'une situation confuse. Il pénètre en août 978 dans le duché de Lorraine en révolte, et se fait prêter serment par les États du duché mosellan à Metz. Avec 20 000 guerriers, il mène un raid contre Aix-la-Chapelle où réside la famille impériale qui échappe de peu à la capture. Selon Thietmar de Mersebourg, Lothaire aurait fait tourner du côté de la France les aigles placés sur le palais de Charlemagne, pour marquer sa souveraineté sur la Lorraine. Richer de Reims, mentionne lui un seul aigle en bronze, qui aurait été retourné vers l'Est, en expliquant que les Germains l'avaient tourné vers l'Ouest pour « indiquer d'une manière symbolique que leur cavalerie pourrait battre les Gaulois quand elle le voudrait ». Lothaire se replie ensuite en Francie occidentale, en emportant avec lui les insignes de l'Empire.

### Hugues Capet

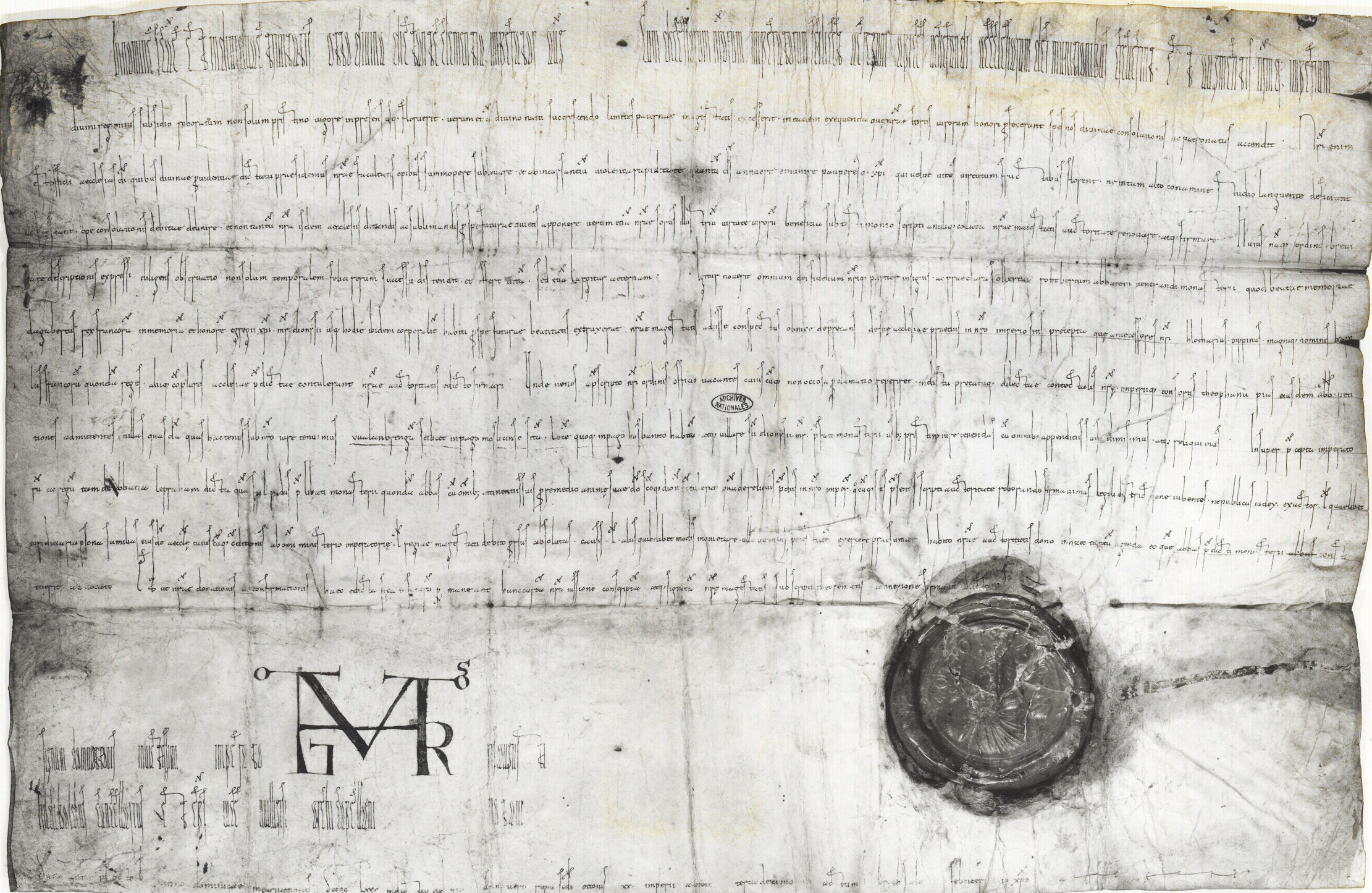
Diplôme de l'empereur confirmant à Saint-Denis ses biens situés dans l'empire.

En représailles de l'attaque de Lothaire sur Aix-la-Chapelle, Otton II rassemble une armée de 60 000 hommes, « armée, écrira un chroniqueur, telle qu'aucun homme de ce temps n'en avait vu auparavant et n'en a vu depuis de semblable. » À la tête de cette armée, il envahit le nord de la Francie en octobre 978, et va jusqu'à assiéger Paris, défendue par Hugues Capet. Au cours de ce périple, il pille le pays rémois, le laonnois, le soissonnais, le palais et la future abbaye Saint-Corneille de Compiègne. Lothaire se réfugie à Étampes. En décembre, l'empereur, du fait d’épidémies parmi ses troupes, doit toutefois se résoudre à ordonner la retraite. Poursuivi par les Français, il perd son arrière-garde, ses bagages, et surtout son butin lors du passage d’un gué à Soissons sur l'Aisne, du fait d’une crue de la rivière.
Lothaire s'est aperçu que Hugues Capet, en l'excitant à la lutte contre les empereurs du Saint-Empire romain germanique, n'a d'autre motif que de priver le roi du secours de ces princes contre ses projets d'usurpation. En conséquence, il se décide à se rapprocher d'Otton II. Le roi en 980 à Margut, sur la Meuse, fait abandon de ses prétentions sur la Lorraine. Hugues Capet, mécontent de cette paix conclue sans sa coopération, et craignant de voir les deux princes s'unir contre lui, cherche à son tour à se mettre sur un bon pied avec la cour impériale. Il va passer les fêtes de Pâques à Rome auprès d'Otton, qui lui fait le meilleur accueil, et il réussit à se rendre entièrement favorable l'impératrice Théophano Skleraina. Il va bénéficier du soutien aussi d’Adélaïde de Bourgogne, la mère de l’empereur pour devenir roi de France.
Les Églises de Cologne, de Trèves, de Liège et de Metz, et les comtes palatins, profitent de ces troubles, pour s'emparer de quantité de terres dépendantes de la Lorraine.

### Rome et le pape

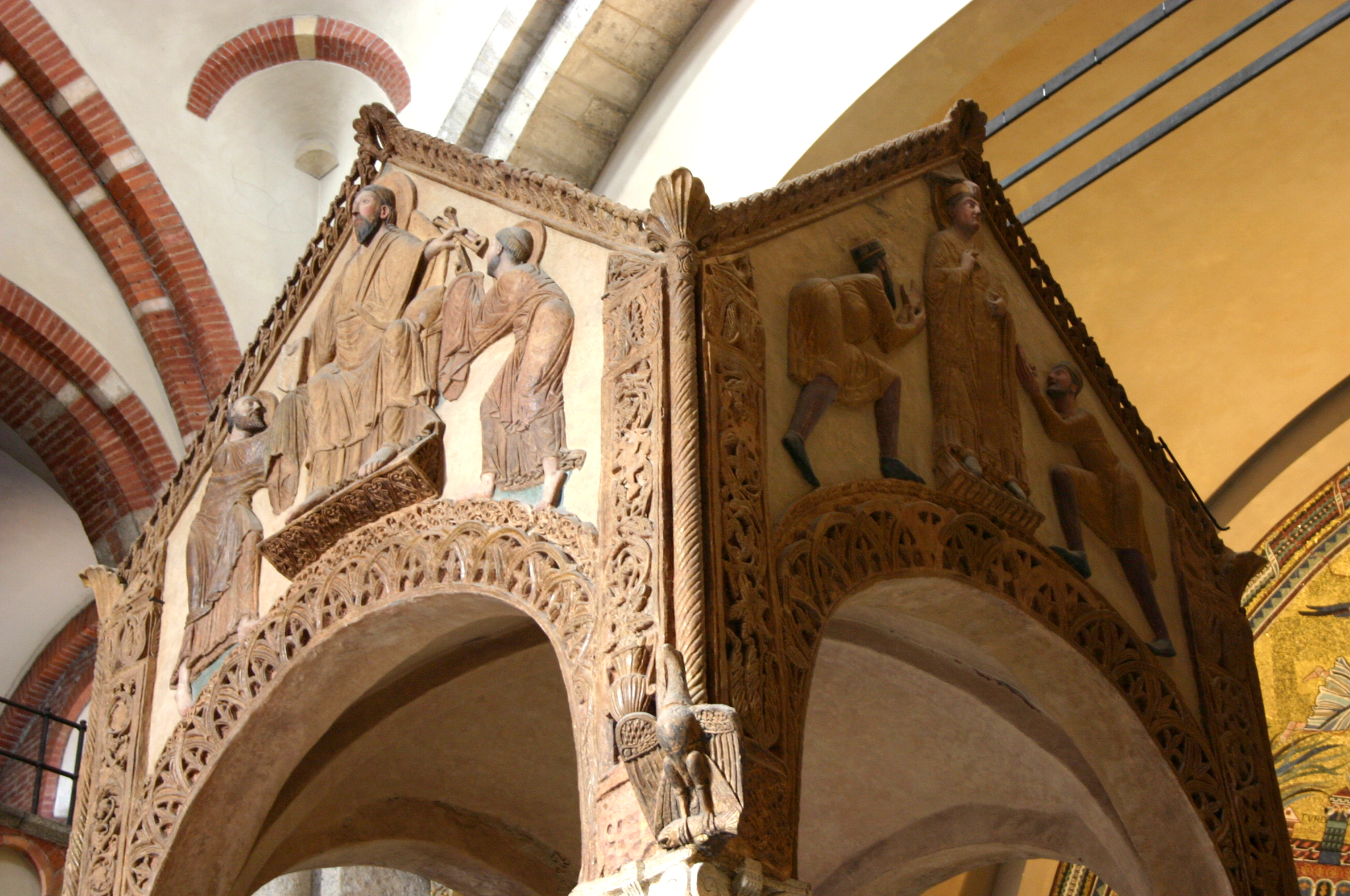
À la droite la photo du ciboire de la basilique Saint-Ambroise à Milan, saint Ambroise entre deux Ottoniens, peut-être et son père.

Otton est alors libre de repartir s'occuper des affaires italiennes. Il confie le pouvoir à l’archevêque Willigis, archi-chancelier, et au duc Bernard Ier de Saxe et se rend en Italie, afin d'y exercer ses fonctions de patricius romanorum. Les rivalités de partis avaient, en effet, repris de plus belle depuis la mort d'Otton Ier du Saint-Empire, et, c'est désormais la famille issue de Théodora la jeune, les Creszenzi, qui réclame le pouvoir et qui déshonore l'Église par ses intrigues et ses violences.
Peu après la mort de Jean XIII, Crescentius fait emprisonner et étrangler dans son cachot son successeur Benoît VI. Il installe Boniface VII, mais ce dernier est chassé par le représentant de l’empereur et le remplace par le comte de Tusculum et évêque de Sutri Benoît VII.
En 980, accompagné de sa femme, Théophano Skleraina, Otton paraît pour rétablir l'ordre. Il se réconcilie avec sa mère, Adélaïde de Bourgogne, à Pavie et célèbre le Noël de 980 à Ravenne. Il entre à Rome le jour de Pâques de 981. La ville se soumet et le pape Benoît VII, qui avait dû se sauver à Constantinople, est rétabli dans sa dignité. Ce dernier souhaite mettre en place la réforme de l’église, ce qui à cette époque est synergique de la lutte de l’empereur contre ses vassaux. En effet ceux-ci accaparent les fonctions épiscopales et abbatiales et la lutte contre la simonie est un excellent moyen de récupérer les biens de l’Église tombés entre les mains de laïcs. Dans cet esprit, il réunit un grand concile réformateur le 27 mars 981 à Saint Pierre de Rome. Il décide que la collation ou la réception des ordres devenait gratuite : si un métropolitain refusait de conférer gratuitement un épiscopat à un clerc ce dernier n’aurait qu’à venir à Rome pour le recevoir. Cette mesure qui évite le commerce des charges ecclésiastiques ou abbatiales est communiquée par lettre à tous les rois, princes, comtes, archevêques, évêques et abbés d’Occident.
Pour libérer des monastères italiens de la mainmise de l’aristocratie l’empereur fait nommer des proches à leur tête. Ainsi Jean Philagathos, un proche de l’impératrice Théophano est nommé abbé de Nonantola en 982 et Gerbert d'Aurillac abbé de Bobbio la même année peu après la « dispute de Ravenne ».

### L'Italie du sud
- Royaume de Germanie.
- Royaume d'Italie.
- États pontificaux.
- Royaume de Bourgogne (indépendant).

L’empire en l'an mil.
Royaume de Germanie.
Royaume d'Italie.
États pontificaux.
Royaume de Bourgogne (indépendant).
Les marches sont figurées en hachuré.

Otton poursuit des buts encore plus vastes. Il veut s'assurer la domination sur toute l'Italie. Otton II n’a aucun droit sur l’Italie du sud, même du fait de son mariage. Mais, les princes de Capoue et Bénévent l'excitent à tenter la conquête des Pouilles et de la Calabre, que les empereurs de Constantinople s'étaient réservées par le traité de 972, et qui servent, par la connivence des Grecs, de porte aux Sarrasins pour ravager les frontières de l'Empire et les campagnes autour de Rome.
L’empereur règle quelques problèmes de succession et s'empare, après plusieurs combats heureux, des places de Naples, de Salerne et de Tarente, mais les Grecs demandent des secours aux Sarrasins. À la bataille du cap Colonne en Calabre, le 13 juillet 982, son armée est battue et il manque d'être capturé par les Sarrasins : les Italiens présents dans ses troupes, l’ont abandonné pour se venger du massacre de Rome. Otton doit prendre la fuite et atteindre à la nage un bateau grec qui lui donne refuge. Réfugié à Rossano, il cache sa réelle identité et ne revient à Rome que le 12 novembre 982.
Cette défaite fragilise considérablement le pouvoir impérial. Les Grecs avaient lié partie avec les Sarrasins. Ils remettent la main sur les Pouilles et la Calabre.

### Les conséquences d’une défaite
Les conséquences ne sont pas qu’italiennes. Il doit faire face à une révolte générale des Obotrites et des Wendes. Les Slaves en profitent pour attaquer les marches et même les forteresses de l’Elbe.
Vers l’an 982, les marches s’étendent jusqu’à la Neisse à l’est et jusqu’aux monts Métallifères au sud. En 983, après la défaite de l’empereur Otton II au Cap Colonne, les tribus slaves bordant l’est de la Saxe se soulèvent. Havelberg et Brandebourg sont détruits, la Marche de Zeitz est dévastée. Les margraves de Misnie, de Lusace et de la Marche du Nord se sont unis aux troupes de l’évêque d’Halberstadt et de l’archevêque de Magdebourg pour écraser les Slaves. Néanmoins, les Germains doivent se replier à l’ouest de l’Elbe.
Les Danes profitent des circonstances pour envahir le margraviat de Schleswig et les Bohémiens conduits par Thierry Buzici, noble Thuringien et souche de la Maison de Saxe, ravagent la marche de Zeitz, qui tombe entre les mains des Sorabes. Les Magyars, dirigés par Géza, en profitent également pour attaquer la Bavière et s'emparer de la forteresse de Melk.

### La mort d'OttonII

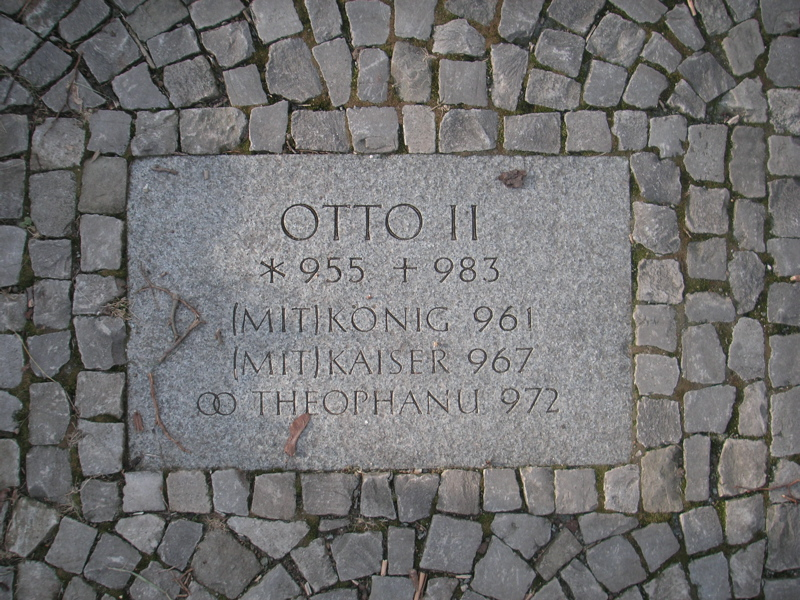

En 983, comme il se disposait à réparer cet échec, il tombe malade dans son palais de Rome, et y meurt le 7 décembre, âgé d'à peine 28 ans. On accuse l'impératrice Théophano Skleraina, sa femme, de l'avoir fait empoisonner. Son corps est déposé dans un sarcophage romain et enfoui sous le porche de la basilique Saint-Pierre, le 8 du même mois.
Sa mort précoce est pour le jeune empire, une grave épreuve. Son fils de 3 ans est élu roi et il est couronné, trois semaines plus tard, le 25 décembre. Dès lors, l’œuvre d'Otton Ier paraît mise en question. Le nord de l'Empire, pas plus que le sud, ne sont sûrs et l'héritier du trône est un petit enfant. Le premier qui se révolte est Henri II le Querelleur, revenu d'exil. Il s'empare de l’enfant royal et exige qu'on lui confie la régence ; puis, il cherche à prendre la couronne en convoquant barons et évêques lors de deux bans. Toute l'Allemagne s'agite, et même la France, dont l'ambitieux roi Lothaire jette de nouveau les regards sur la Lotharingie. Mais, en définitive, le jeune Otton III conserve la couronne, grâce à la fidélité de la plupart des vassaux, et notamment de l’évêque Willigis de Mayence : il est placé sous la tutelle de sa mère, puis de sa grand-mère Adélaïde de Bourgogne. L'édifice construit par Otton le Grand prouve ainsi combien il est solide.

## Ascendance

### Mariage et descendance

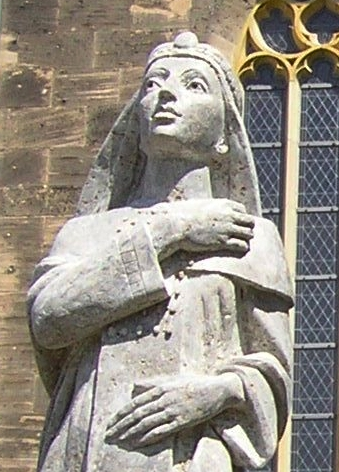
Théophano Skleraina.

Afin de sceller un traité de paix conclu en 971 avec l'empereur byzantin Jean Ier Tzimiskès, son père, Otton Ier, a l'idée de rapprocher les empires d'Orient et d'Occident en voulant le marier à une nièce de l'empereur Jean Tzimiskès.
Au début de 972, une délégation allemande, sous la direction de l'archevêque de Cologne Géron, arrive à Constantinople pour chercher Théophano Skleraina. Cette fille de Constantin Sklèros et de Sophie Phokaina, nièce de l'empereur d'Orient Jean Ier Tzimiskès et de Bardas Sklèros est mariée avec Otton, le 14 avril 972, par le pape Jean XIII dans l'église Saint-Pierre de Rome et couronnée le même jour. Otton n’a que 17 ans.
L'impératrice va accompagner son mari dans la plupart de ses campagnes militaires et effectue des actions diplomatiques en son nom en qualité d’impératrice.
Ils ont cinq enfants, dont quatre survivent à leur père :
- Adelaïde, abbesse de Quedlinbourg (977-1043)[18] ;
- Sophie, abbesse de Gandersheim et Essen (978-1039)[14] ;
- Mathilde de Germanie[19] (978-1025), mariée à Ezzo, comte palatin de Lotharingie ;
- Otton III (980-1002) ;
- et une sœur jumelle d'Otton III décédée jeune.